# Bickenholtz
Bickenholtz település Franciaországban, Moselle megyében. Lakosainak száma 85 fő (2022. január 1.). Bickenholtz Fleisheim, Schalbach és Veckersviller községekkel határos.

## Népesség
A település népességének változása:
| Lakosok száma | 92   | 75   | 77   | 72   | 76   | 78   | 81   | 83   | 83   | 85   |
|               | 1968 | 1982 | 1990 | 2006 | 2013 | 2015 | 2017 | 2019 | 2020 | 2022 |